# Могильщик-землекоп
Могильщик-землекоп (Nicrophorus fossor) — вид жуков-мертвоедов из подсемейства могильщиков.

## Описание
Длина тела 13-20 мм. Булава усиков двухцветная. Переднеспинка имеет трапециевидную форму, и несколько расширенная кпереди. Передние углы переднеспинки покрыты редкими короткими жёлтыми волосками. Надкрылья чёрного цвета с двумя оранжево-желтыми перевязями, которые прерываются по шву надкрылий. Рисунок надкрылий сильно варьирует. Эпиплевры надкрылий жёлтого цвета с чёрным пятном. Плеча надкрылий покрыты жёлто-коричневыми волосками, а по боковому краю вблизи вершины имеются жёлтые волоски. Заднегрудь покрыта длинными жёлтыми волосками. Брюшные сегменты имеют короткие (по бокам и по заднему краю в длинных) жёлтые волоска. Задние голени прямые.

## Ареал
Широко распространён в Евразии (Европа, Кавказ, Закавказье, Казахстан, Южная Сибирь, Монголия, север Китая), проникает в Северную Африку (Алжир).

## Биология
Часто встречается в сухих биотопах с засушливой растительностью в весенний период. Является некрофагом: вид питается падалью как на стадии имаго, так и на личиночной стадии. Жуки закапывают трупы мелких животных в почву и проявляют развитую заботу о личинках, подготавливая для них питательный субстрат. Из отложенных яиц выходят личинки с 6 малоразвитыми ногами и группами из 6 глазков с каждой стороны. Хотя личинки способны питаться самостоятельно, родители растворяют пищеварительными ферментами ткани трупа, готовя для них питательный «бульон».